# 奥斯特罗戈日斯克-罗索希攻势
奥斯特罗戈日斯克-罗索希攻势是1943年1月苏德战争战场上，苏联乌克兰第1方面军对匈牙利第2集团军和第8集团军部分单位发动的进攻。这场攻势发生在小土星行動之后，目的是支援其他蘇軍包围斯大林格勒。最終匈牙利第2集团军和第8集团军被擊敗。德軍的防禦出現了缺口。